# Liste der Mitglieder der American Academy of Arts and Sciences/1900
Im Jahr 1900 wählte die American Academy of Arts and Sciences 18 Personen zu ihren Mitgliedern.

## Neu gewählte Mitglieder
- Liberty Hyde Bailey (1858–1954)
- Arlo Bates (1850–1918)
- William Ernest Castle (1867–1962)
- Joseph Hodges Choate (1832–1917)
- George Mercer Dawson (1849–1901)
- Merritt Lyndon Fernald (1873–1950)
- Melville Weston Fuller (1833–1910)
- Archibald Geikie (1835–1924)
- William Wirt Howe (1833–1909)
- Friedrich Wilhelm Georg Kohlrausch (1840–1910)
- William B. Mitchell (1832–1900)
- John Murray (1841–1914)
- Rufus Byam Richardson (1845–1914)
- Thomas Day Seymour (1848–1907)
- Henry Morse Stephens (1857–1919)
- George Otto Trevelyan (1838–1928)
- William Cawthorne Unwin (1838–1933)
- Jay Backus Woodworth (1865–1925)